# Srakoper
Srakoper (znanstveno ime Lanius) je največji rod ptičev iz družine srakoperjev (Laniidae).
Večina vrst živi v Evraziji in Afriki, le veliki srakoper živi tudi v severni Ameriki, vrsta Lanius ludovicianus pa izključno v severni Ameriki. V južni Ameriki in Avstraliji srakoperjev ni.
V splošnem so srakoperji ptiči odprte krajine, ki jih pogosto opazimo med sedenjem na izpostavljenem mestu, kot je vrh drevesa ali stebra daljnovoda. So mesojede živali, večinoma lovijo večje žuželke v letu, napadejo pa tudi manjše ptiče, plazilce in sesalce. Večjim vrstam, kot je veliki srakoper, predstavljajo sesalci celo večino plena, še posebej pozimi.
Kljub svoji hrani srakoperji niso prave ujede, med drugim nimajo močnih krempljev, ki so za ujede značilni. Z nogami držijo kvečjemu ujete žuželke, večji plen pa nabodejo na ostro konico, npr. trn gloga ali bodečo žico, nakar ga raztrgajo z ostrim, zakrivljenim kljunom.
Večinoma so samotarske živali, močno teritorialne. Le med parjenjem jih opazimo v parih. Vrste, ki živijo najbolj severno, npr. rjavi srakoper, so selivci in prezimijo južno od paritvenega območja. Spolov ni težko ločiti; samice so v splošnem manj živih barv, pogosto grahaste po trebuhu.
Znotraj roda obstaja nekaj naravnih podskupin, npr. sedem afriških vrst, štirje veliki sivi srakoperji (L. ludovicianus, L. excubitor, L. meridionalis in L. sphenocercus) in šest evrazijskih vrst, ki jih druži rjava obarvanost hrbta (L. tigrinus, L. bucephalus, L. collurio, L. isabellinus, L. cristatus in L. gubernator). Posebej v zadnji skupini ločitev vrst ni zanesljiva.

## Vrste v taksonomskem zaporedju
Rod vsebuje 32 vrst:
| Slika | Domače ime              | Znanstveno ime        | Razširjenost |
| ----- | ----------------------- | --------------------- | --- |
|       |                         | Lanius corvinus       | vzhodna, osrednja in zahodna Afrika |
|       |                         | Lanius melanoleucus   | osrednja in vzhodna Afrika |
|       |                         | Lanius cabanisi       | južna Somalija, južna in jugovzhodna Kenija – od obrežij Viktorijinega jezera do obale; ter severna in vzhodna Tanzanija do Dar es Salaama                                               |
|       | Akacijev srakoper       | Lanius excubitoroides | Burundi, Kamerun, Srednjeafriška republika, Čad, Demokratična republika Kongo, Etiopija, Kenija, Mali, Mauritanija, Nigerija, Ruanda, Sudan, Tanzania in Uganda                          |
|       |                         | Lanius dorsalis       | jugovzhodni Južni Sudan, južna Etiopija in zahodna Somalija do severovzhodne Tanzanije                                                                                                   |
|       | Veliki srakoper         | Lanius excubitor      | Evrazija in severna Afrika |
|       |                         | Lanius somalicus      | Džibuti, Etiopija in Somalija (Rog Afrike), ter Kenija v območju Velikih afriških jezer                                                                                                  |
|       |                         | Lanius ludovicianus   | južni del Kanade, celinska ZDA in Mehika |
|       |                         | Lanius giganteus      | osrednja Kitajska |
|       | Klinorepi srakoper      | Lanius sphenocercus   | Kitajska, Japonska, Severna in Južna Koreja, Mongolija in Rusija |
|       | Južni veliki srakoper   | Lanius meridionalis   | južna Evropa |
|       | Severni veliki srakoper | Lanius borealis       | Severna Amerika in Sibirija |
|       | Zakrinkani srakoper     | Lanius nubicus        | jugovzhodna Evropa in vzhodni rob Sredozemlja |
|       |                         | Lanius newtoni        | otok São Tomé, São Tomé in Príncipe |
|       |                         | Lanius humeralis      | podsaharska Afrika |
|       |                         | Lanius gubernator     | Kamerun, Srednjeafriška republika, Demokratična republika Kongo, Slonokoščena obala, Gana, Gvineja‑Bissau, Mali, Nigerija, Senegal, Južni Sudan in Uganda                                |
|       |                         | Lanius mackinnoni     | zahodna in osrednja Afrika, vključno z Angolo, Burundijem, Kamerunom, Kongom, Demokratično republiko Kongo, Ekvatorialno Gvinejo, Gabonom, Kenijo, Nigerijo, Ruando, Tanzanijo in Ugando |
|       |                         | Lanius souzae         | od Angole do Bocvane, Republika Kongo, Demokratična republika Kongo, Gabon, Malavi, Mozambik, Namibija, Ruanda, Tanzanija in Zambija                                                     |
|       |                         | Lanius collaris       | podsaharska Afrika |
|       | Črnočeli srakoper       | Lanius minor          | južna Francija, Švica, Avstrija, Češka, Italija, nekdanja Jugoslavija, Albanija, Grčija, Romunija, Bolgarija in južna Rusija                                                             |
|       | Rjavoglavi srakoper     | Lanius senator        | južna Evropa, severna Afrika in Bližnji vzhod |
|       | Rjavi srakoper          | Lanius collurioides   | Bangladeš, Kambodža, Kitajska, Indija, Laos, Mjanmar, Tajska in Vietnam |
|       |                         | Lanius tigrinus       | Rusija, Japonska in Kitajska |
|       | Rdečehrbti srakoper     | Lanius vittatus       | Afganistan, Pakistan, Nepal in Indija |
|       | Bledi srakoper          | Lanius isabellinus    | Mongolija in severna Kitajska; prezimuje v južni Aziji in Afriki |
|       |                         | Lanius collurio       | zahodna Evropa do osrednje Rusije |
|       | Turkestanski srakoper   | Lanius phoenicuroides | južna Sibirija in osrednja Azija |
|       |                         | Lanius validirostris  | Filipini |
|       | Sibirski srakoper       | Lanius cristatus      | severna Azija od Mongolije do Sibirije in v Južni Aziji, Mjanmar in Malajski polotok |
|       |                         | Lanius bucephalus     | severovzhodna Kitajska, Koreja, Japonska in daljnosežna Rusija |
|       | Orientalski srakoper    | Lanius schach         | po vsej Aziji od Kazahstana do Nove Gvineje |
|       |                         | Lanius tephronotus    | Bangladeš, Indija (Uttarakhand), Nepal, Butan in Kitajska (Yunnan) |